# Треньяго
Треньяго (итал. и вен. Tregnago) — коммуна в Италии, располагается в провинции Верона области Венеция.
Население составляет 4897 человек, плотность населения составляет 132 чел./км². Занимает площадь 37 км². Почтовый индекс — 37039. Телефонный код — 045.
Покровителем коммуны почитается святитель Мартин Турский. Праздник ежегодно празднуется 11 ноября.

## Города-побратимы
- Оллолаи, Италия (2002)